# Phigalia monacharia
Phigalia monacharia là một loài bướm đêm trong họ Geometridae.